# Abrochia leovazquezae
Abrochia leovazquezae is een beervlinder uit de familie van de spinneruilen (Erebidae). De wetenschappelijke naam van de soort is voor het eerst geldig gepubliceerd in 1986 door Ruiz & Sarabia.